# Tüntingen
Tüntingen (luxemburgisch Tëntenⓘ, französisch Tuntange) ist eine Ortschaft in der Gemeinde Helperknapp im Großherzogtum Luxemburg und zugleich Sitz der Gemeinde. Bis Ende 2017 war es eine eigenständige Gemeinde, welche zum Kanton Mersch gehörte.

## Zusammensetzung der ehemaligen Gemeinde
Die Gemeinde Tüntingen bestand aus den Ortschaften:
- Ansemburg
- Bour
- Hollenfels
- Marienthal
- Marienthalerhof
- Tüntingen
  - Klaushof
  - Kohlbachhof

## Sehenswertes
Das Gebiet der ehemaligen Gemeinde versammelt eine ganze Reihe von Sehenswürdigkeiten, welche tatsächlich von historischem Rang sind und sich bis heute in eine naturbelassene Landschaft einfügen.
Für das Eischtal wird unter dem Namen „Tal der sieben Schlösser“ geworben. Davon finden sich auf dem Gebiet von Tüntingen die Burg Hollenfels sowie die Burg Ansemburg und das Schloss Ansemburg.
Von hervorragender Bedeutung für Luxemburgs Geschichte indessen ist das Kloster Marienthal, was erst durch die Wiederentdeckung des Codex Mariendalensis neu demonstriert worden ist.

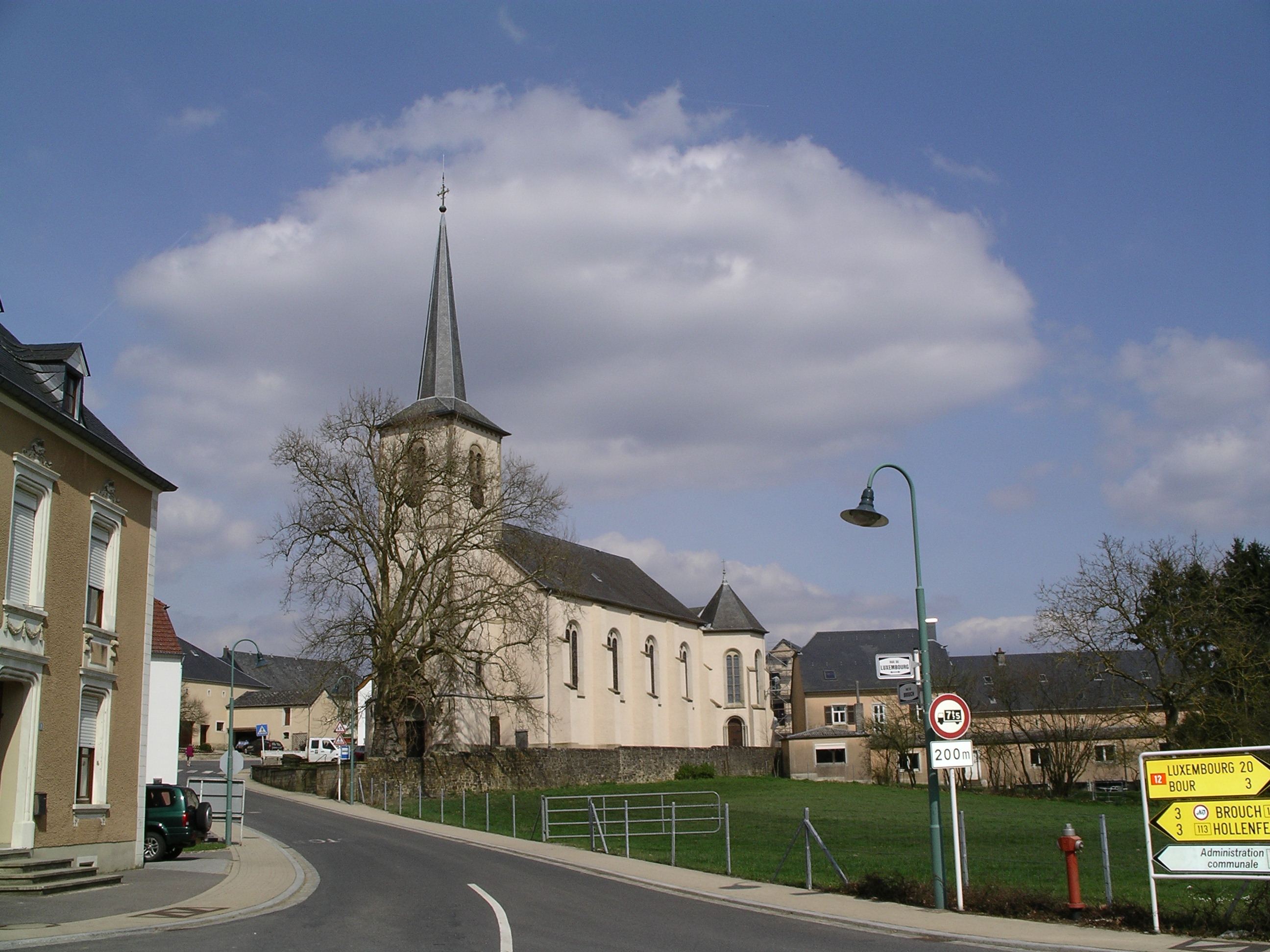
Kirche in Tüntingen
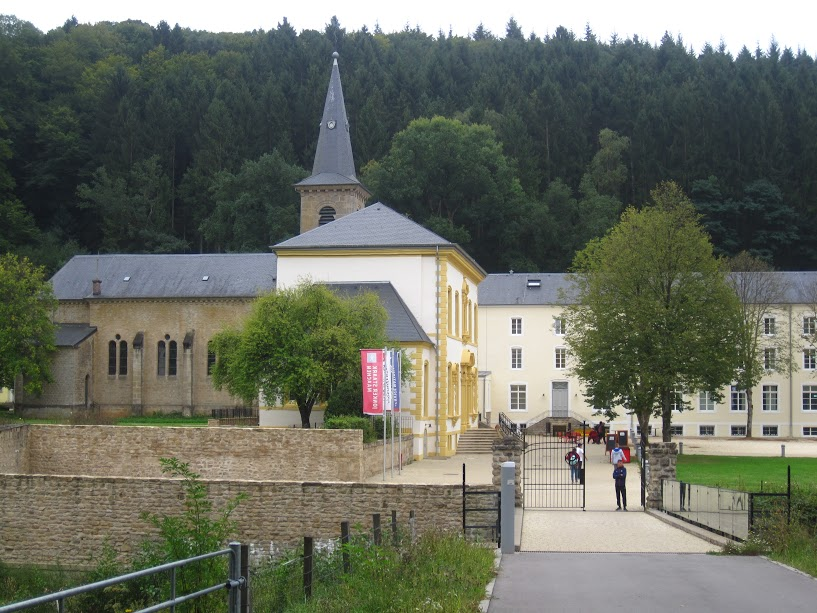
Ehemaliges Kloster Marienthal
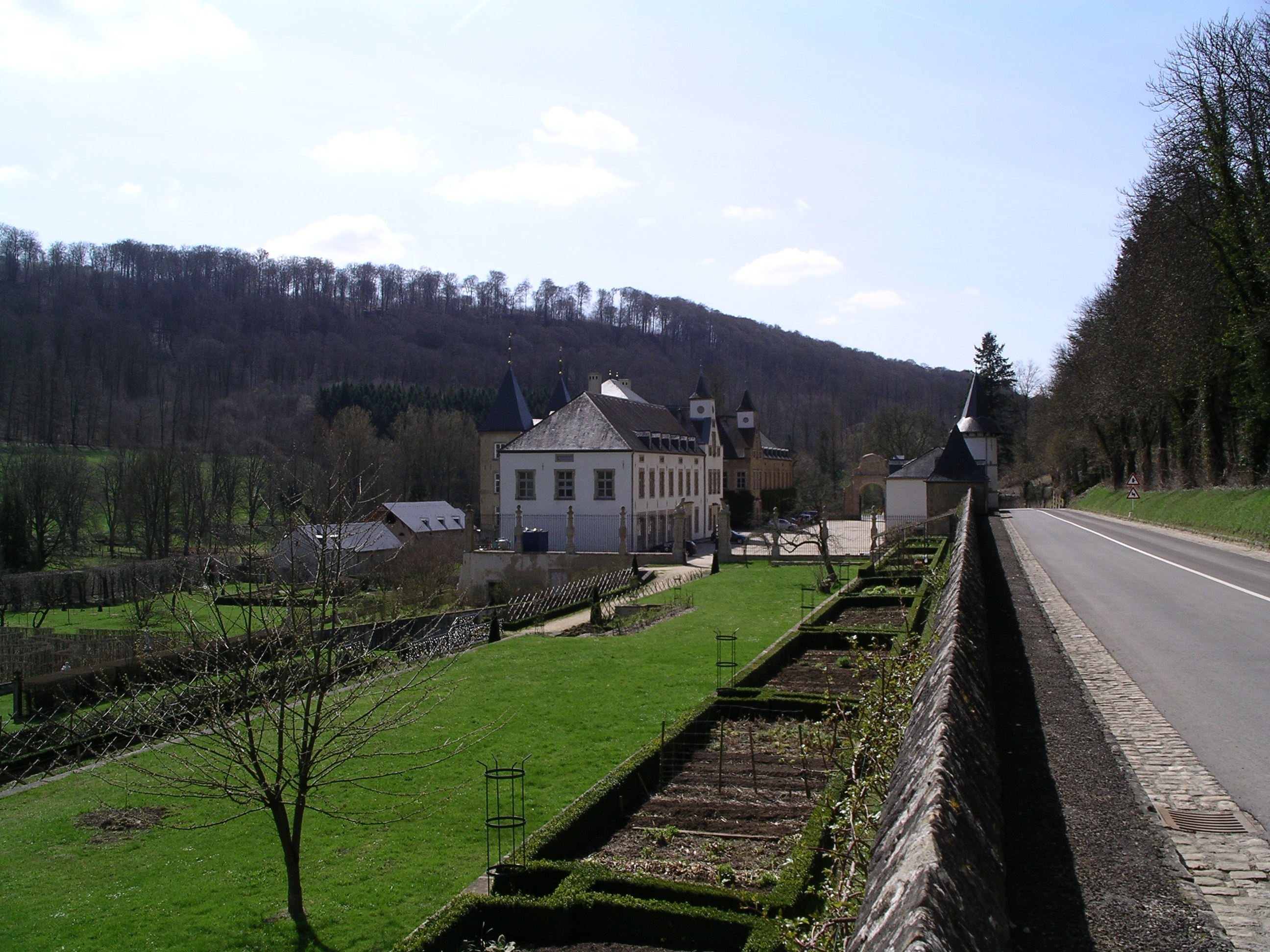
Schloss Ansemburg
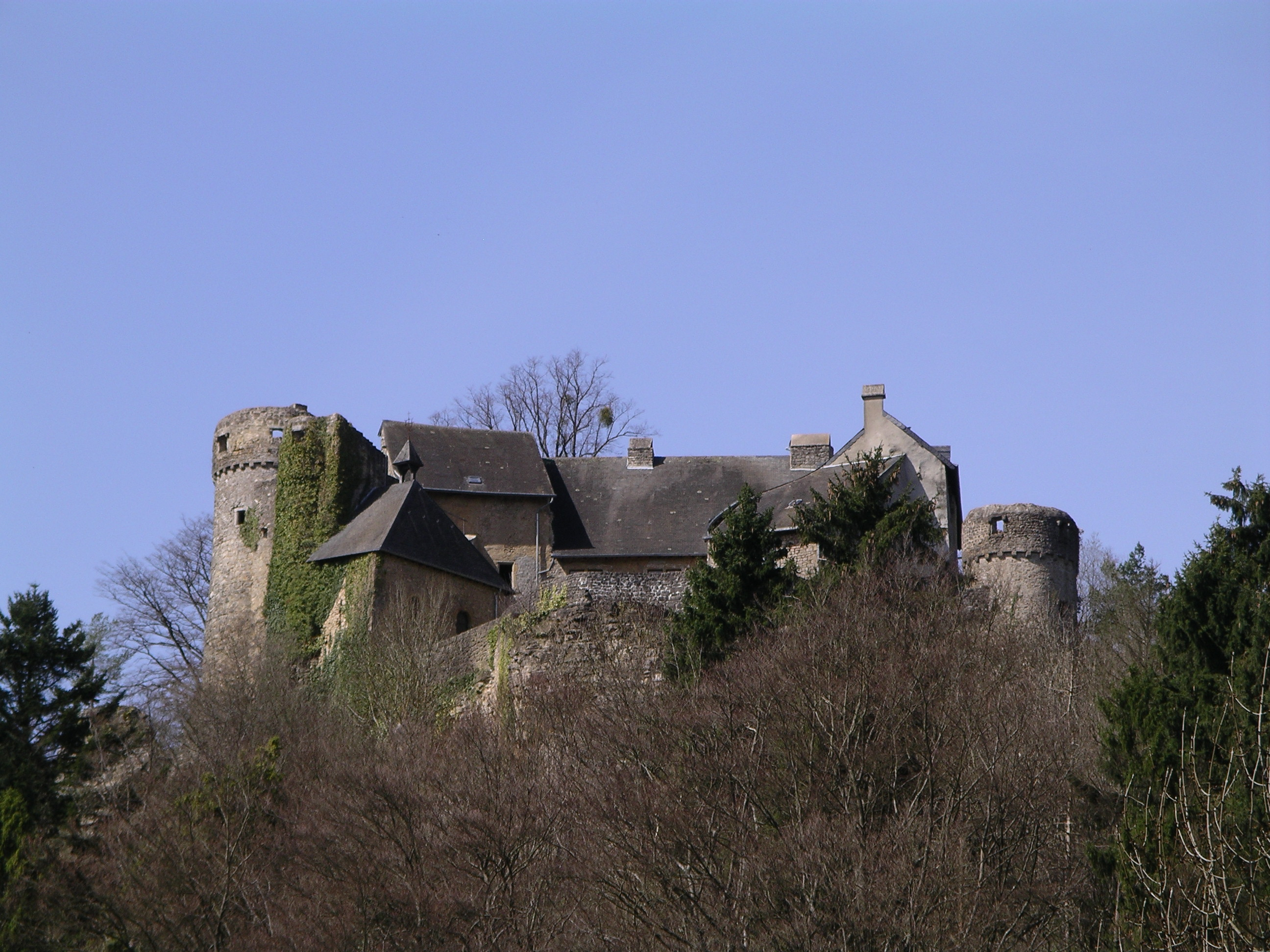
Burg Ansemburg
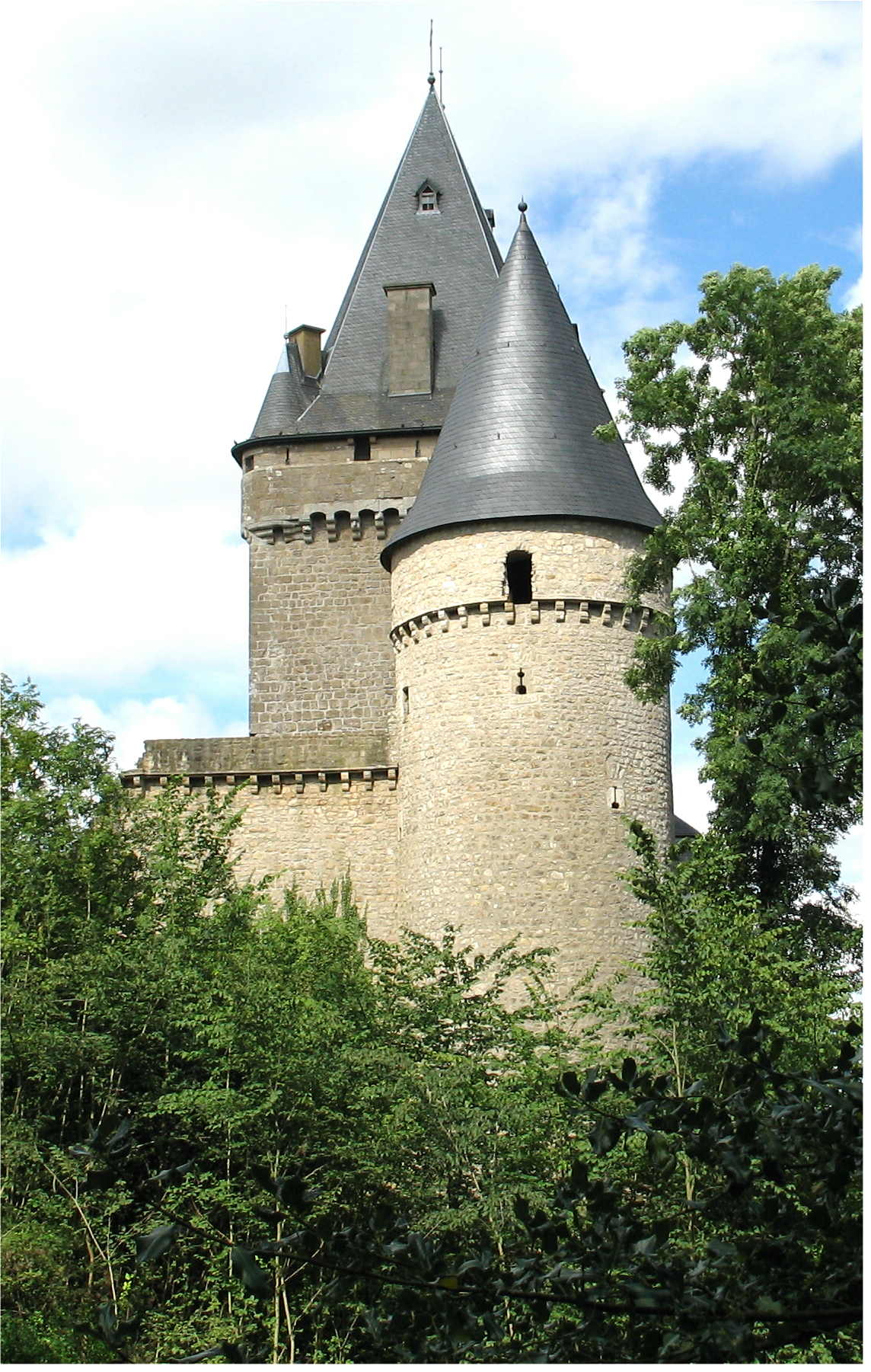
Burg Hollenfels